# せら文化センター
せら文化センター（せらぶんかセンター）は、広島県世羅郡世羅町にある多目的施設である。

## 概要
イベントや学校行事などで使用される。
建物内に世羅町教育委員会と世羅図書館がある。
2015年以降、中国実業団対抗駅伝競走大会のスタート・フィニッシュ地点として使われているほか、世羅町成人式の会場にもなっている。

## 座席数
- パストラルホール 710席
  - 1階　固定344席・移動196席・車椅子スペース8席
  - 2階　棧敷席（畳席）146席・親子席16席
- 小ホール 椅子190
- 会議室　31席